# Szestunicha
Szestunicha (ros. Шестуниха) – wieś (dieriewnia) w Rosji, w obwodzie iwanowskim, w rejonie sawińskim. W 2010 liczyła 557 mieszkańców.